# Garry Bocaly
Garry Bocaly, né le 19 avril 1988 à Schœlcher en Martinique, est un footballeur français. Il évolue au poste de défenseur droit.
Il commence sa carrière professionnelle à l'Olympique de Marseille en 2005. Après deux saisons dans son club formateur, il fait un passage par la Ligue 2 en étant prêté respectivement au FC Libourne-Saint-Seurin lors de la saison 2007-2008 puis au Montpellier Hérault Sport Club lors de la saison suivante. De retour à Marseille, il n'y reste qu'une demi-saison avant d'être prêté à nouveau dans l'Hérault où il signe à la fin de la saison 2009-2010, l'option d'achat étant levée par les dirigeants héraultais.
Garry Bocaly possède à son palmarès deux titres de champion de France obtenus en 2010 et en 2012. Il est également vice-champion de France en 2007, vice-champion de Ligue 2 en 2009 et participe à la finale de la coupe de la Ligue 2011.

## Biographie

### Carrière en club

#### Ses débuts à Marseille
Il se fait remarquer pour la première fois avec ses jeunes partenaires, habituellement réservistes, lors du match opposant le Paris Saint-Germain à l'Olympique de Marseille lors de la saison 2005-2006, en accrochant le nul (0-0) au Parc des Princes à la suite des polémiques liées à la sécurité du « Classico ».
Il signe son premier contrat professionnel le 14 avril 2006 à l'Olympique de Marseille. Durant la saison 2006-2007, il est le remplaçant du capitaine, Habib Beye.
Lors de la saison 2007-2008, il est prêté au FC Libourne-Saint-Seurin pour lui permettre d'avoir plus de temps de jeu et de s'aguerrir. En janvier 2008 il prolonge cependant jusqu'en 2012 son contrat avec l'Olympique de Marseille.

#### La naissance d'un Pailladin
Le 12 juin 2008, l'Olympique de Marseille annonce son prêt pour une saison au Montpellier Hérault Sport Club en compagnie de ses coéquipiers, Thomas Deruda et Jean-Philippe Sabo. Après une très belle saison et une montée en Ligue 1, il retourne à l'Olympique de Marseille lors de l'inter-saison. José Anigo déclare alors qu'il fera partie du groupe de Didier Deschamps pour la saison 2009-2010. Il dispute son premier match de la saison le 31 octobre 2009 face au Toulouse FC (1-1) et son premier match de Ligue des champions le 3 novembre 2009 face au FC Zurich (6-1).
Mais il ne convainc pas les dirigeants du club et est prêté à nouveau le 28 janvier 2010 au Montpellier Hérault Sport Club pour six mois avec une option d'achat de 800 000 euros. À la fin de la saison, l'option d'achat est levée par le club héraultais qui se maintient en Ligue 1 en terminant à la cinquième place du championnat, se qualifiant ainsi pour la Ligue Europa.
Sa deuxième saison complète en Ligue 1 est moins convaincante, malgré une participation à la finale de la coupe de la Ligue 2011 face à son ancien club, Garry et ses coéquipiers rateront leur fin de saison, en terminant à une peu glorieuse quatorzième place du championnat, à seulement trois points des premiers relégables.
Lors de la saison 2011-2012 il devient champion de France de Ligue 1 avec Montpellier lors d'une saison beaucoup plus convaincante que la précédente en tant qu'un des principaux acteurs de ce titre en ayant participé à 34 matches de championnat.

#### Perte de temps de jeu, retour en Ligue 2 et fin de carrière
Victime d'une déchirure à une cuisse à l'entraînement durant la phase de reprise, Garry Bocaly sera absent des premiers matchs de championnat pour la saison 2012-2013. Mais, depuis cette blessure, il ne parvient pas à s'imposer de nouveau dans l'effectif héraultais. En conséquence, il signe libre à l'AC Arles-Avignon le 18 juillet 2014 pour une durée de deux ans. Sa saison prend fin prématurément le 31 mars, souffrant de façon récurrente à la hanche, il ne peut disputer la fin du championnat.
Le 3 décembre 2016, Garry Bocaly annonce qu'il arrête sa carrière « sans regret » à la suite de nombreuses blessures. Il reprend une licence pour le plaisir à l'Aiglon du Lamentin et il dispute un 32e de finale de la Coupe de France de football 2018-2019.
En 2019, Garry Bocaly est responsable des stages PSG à la Martinique.

### Carrière internationale
Après être passé par tous les niveaux jeunes de la fédération (-16 ans, -17 ans et -19 ans), il est appelé pour la première fois le 26 mars 2008, en Équipe de France espoirs par René Girard pour affronter la République tchèque.

## Statistiques
| Saison                | Club                            | Championnat           | Championnat | Championnat | Coupe nationale | Coupe nationale | Coupe de la Ligue | Coupe de la Ligue | Compétition(s) continentale(s) | Compétition(s) continentale(s) | Compétition(s) continentale(s) | Total | Total |
| Saison                | Club                            | Division              | M.          | B.          | M.              | B.              | M.                | B.                | Comp.                          | M.                             | B.                             | M.    | B.    |
| 2005-2006             | Olympique de Marseille          | Ligue 1               | 1           | 0           | 0               | 0               | 0                 | 0                 | CI+C3                          | 0                              | 0                              | 1     | 0     |
| 2006-2007             | Olympique de Marseille          | Ligue 1               | 3           | 0           | 0               | 0               | 0                 | 0                 | CI+C3                          | 0                              | 0                              | 3     | 0     |
| 2009-2010             | Olympique de Marseille          | Ligue 1               | 4           | 0           | 1               | 0               | 0                 | 0                 | C1                             | 1                              | 0                              | 6     | 0     |
| Sous-total            | Sous-total                      | Sous-total            | 8           | 0           | 1               | 0               | 0                 | 0                 | -                              | 1                              | 0                              | 10    | 0     |
| 2007-2008             | FC Libourne-Saint-Seurin (prêt) | Ligue 2               | 29          | 1           | 2               | 0               | 0                 | 0                 | -                              | -                              | -                              | 31    | 1     |
| 2008-2009             | Montpellier HSC (prêt)          | Ligue 2               | 35          | 4           | 0               | 0               | 2                 | 0                 | -                              | -                              | -                              | 37    | 4     |
| 2009-2010             | Montpellier HSC (prêt)          | Ligue 1               | 12          | 0           | -               | -               | -                 | -                 | -                              | -                              | -                              | 12    | 0     |
| 2010-2011             | Montpellier HSC                 | Ligue 1               | 29          | 3           | 0               | 0               | 2                 | 0                 | C3                             | 0                              | 0                              | 31    | 3     |
| 2011-2012             | Montpellier HSC                 | Ligue 1               | 34          | 0           | 1               | 0               | 2                 | 0                 | -                              | -                              | -                              | 37    | 0     |
| 2012-2013             | Montpellier HSC                 | Ligue 1               | 7           | 0           | 0               | 0               | 0                 | 0                 | C1                             | 3                              | 0                              | 10    | 0     |
| 2013-2014             | Montpellier HSC                 | Ligue 1               | 3           | 0           | 0               | 0               | 0                 | 0                 | -                              | -                              | -                              | 3     | 0     |
| Sous-total            | Sous-total                      | Sous-total            | 85          | 3           | 1               | 0               | 4                 | 0                 | -                              | 3                              | 0                              | 93    | 3     |
| 2014-2015             | AC Arles-Avignon                | Ligue 2               | 10          | 0           | 2               | 0               | 3                 | 0                 | -                              | -                              | -                              | 15    | 0     |
| Total sur la carrière | Total sur la carrière           | Total sur la carrière | 167         | 8           | 6               | 0               | 9                 | 0                 | -                              | 4                              | 0                              | 186   | 8     |

## Palmarès

### En équipe nationale
Garry Bocaly participe en 2009 au Tournoi de Toulon avec l'équipe de France espoirs, après s'être fait battre déjà lors de la phase de groupe, les Bleuets vont se faire battre une nouvelle fois en finale par le Chili sur le score d'un but à zéro.

### En club
Après avoir fait quelques apparitions sporadiques lors de ses premières saisons à l'Olympique de Marseille et avoir glané un titre de vice-champion en 2007, Garry devient un titulaire indiscutable lors de la saison 2007-2008 au FC Libourne-Saint-Seurin. La saison suivante avec le Montpellier Hérault Sport Club il contribue grandement à l’accession en Ligue 1 et au titre de vice-champion de Ligue 2.
Même s'il ne joue que quatre match pour l'Olympique de Marseille en 2009, il devient champion de France en 2010 en ayant passé la moitié de la saison au Montpellier Hérault Sport Club. Enfin, il participe au parcours du Montpellier Hérault Sport Club en coupe de la Ligue 2011, passant à deux doigts de la victoire face à son ancien club. Le 20 mai 2012, il décroche le titre de champion de France avec le Montpellier Hérault SC, en ayant été l'un des piliers de la défense héraultaise.